# ビネット
ビネット（イタリア語: Binetto）は、イタリア共和国プッリャ州バーリ県にある、人口約2,200人の基礎自治体（コムーネ）。

## 地理

### 位置・広がり

#### 隣接コムーネ
隣接するコムーネは以下の通り。
- ビテット
- ビトント
- グルーモ・アップラ
- パーロ・デル・コッレ
- サンニカンドロ・ディ・バーリ
- トリット